# ستيفن فنسنت
ستيفن فنسنت (بالإنجليزية: Steven Vincent)‏ هو صحفي أمريكي، ولد في 31 ديسمبر 1955، وتوفي في 2 أغسطس 2005.